# 大阪の女 (ザ・ピーナッツの曲)
「大阪の女」（おおさかのひと）は、1970年に発表されたザ・ピーナッツの楽曲である。

## 概要
ザ・ピーナッツの歌としては極めて珍しく、ジャンルはポップスながらも演歌調の歌唱となった。
中村泰士の手により大阪のイメージを極力出した楽曲に仕上げてあるが、歌詞の中にあまり大阪の地名は出てこない。わずかに1ヶ所、北の新地とあるのみである。また歌詞の最後に「京都あたりへ行きたいわ」とも出てくる。
この時期には「-の女」（「-のひと」と読む）シリーズとして、「-の女」というタイトルの楽曲が多く発表されていた（他には「サンフランシスコの女」「リオの女」「東京の女」）。
この曲は現在でも、ザ・ピーナッツのアルバムCDに収録される定番曲であり、知名度も比較的高い。

## 作成者
- 作詞:橋本淳
- 作曲:中村泰士
- 編曲:森岡賢一郎

## カバー
- 春日八郎（1975年、アルバム『春日八郎の大阪情緒』）
- いしだあゆみ（1978年、シングル）
- 園まり（1980年、シングル）
- 香西かおり（1995年、アルバム『綴織百景VOL.5 大阪物語』）
- 森口博子・マルシア（2016年、トリビュートアルバム『ザ・ピーナッツ トリビュート・ソングス』に収録）[1]
- 桑田佳祐（自身の番組『桑田佳祐の音楽寅さん』2009年6月8日放送分）